# 안희영
안희영(1957년 4월 5일)은 대한민국의 정치인이다.

## 학력
- 풍양초등학교
- 풍양중학교
- 대구고등학교
- 경북대학교

## 생애
1957년 경상북도 예천군 풍양면에서 태어났다. 풍양초등학교, 풍양중학교, 대구고등학교, 경북대학교 상주캠퍼스 축산학과를 졸업하였다.
2010년 제5회 전국동시지방선거에서 한나라당 후보로 예천군의회 의원 선거에 출마하여 당선되었다. 2014년 제6회 전국동시지방선거에서 새누리당 후보로 경상북도의회 의원 선거에 출마하여 당선되었다. 2018년 제7회 전국동시지방선거에서 자유한국당을 탈당하여 무소속 후보로 경상북도의회 의원 선거에 출마하여 당선되었다. 2019년 자유한국당에 복당하였다.